# 1966-os magyar teniszbajnokság
Az 1966-os magyar teniszbajnokság a hatvanhetedik magyar bajnokság volt. A bajnokságot július 16. és 26. között rendezték meg Budapesten, a Vasas Pasaréti úti tenisztelepén.

## Eredmények
| Versenyszám  | Arany                                                   | Arany | Ezüst                                            | Ezüst | Bronz                                                                                              | Bronz |
| ------------ | ------------------------------------------------------- | ----- | ------------------------------------------------ | ----- | -------------------------------------------------------------------------------------------------- | ----- |
| Férfi egyéni | Gulyás István Újpesti Dózsa                             |       | Szőke Péter Bp. Vörös Meteor                     |       | Komáromy Ferenc Vasas SC                                                                           |       |
| Női egyéni   | Szabó Éva Vasas SC                                      |       | Polgár Erzsébet Újpesti Dózsa                    |       | Duday Melinda Bp. Honvéd                                                                           |       |
| Férfi páros  | Gulyás István, Szikszay András Újpesti Dózsa            |       | Jancsó Antal, Komáromy Ferenc Bp. VTSK, Vasas SC |       | Szőke Péter, Szőcsik András Bp. Vörös MeteorBabarczy József, Sári Károly Bp. Spartacus, Bp. Honvéd |       |
| Női páros    | Szabó Éva, Jószai Klára Vasas SC                        |       | Bardóczy Klára, Széll Erzsébet Bp. Honvéd        |       | Doba Renáta, Monori Judith Bp. Petőfi, Diósgyőri VTK                                               |       |
| Vegyes páros | Gulyás István, Bardóczy Klára Újpesti Dózsa, Bp. Honvéd |       | Szikszay András, Polgár Erzsébet Újpesti Dózsa   |       | Gyuris Mihály, Doba Renáta Bp. Petőfi                                                              |       |

Megjegyzés: Férfi párosban a 3. helyről döntő mérkőzés 2:2-es játszmaállásnál félbeszakadt, ezért van két 3. helyezett. A magyar sport évkönyve szerint női párosban Szörényi Judith–Fuchs Anna (Bp. VTSK), vegyes párosban Cziráki László–Duday Melinda (Bp. Honvéd) is 3. helyezett volt, de mindkét esetben a 3. helyért játék nélkül vesztettek.